# Bahamut Lagoon
Bahamut Lagoon (バハムート ラグーン?, Bahamūto Ragūn) è un videogioco prodotto da Square e distribuito per la console Super Nintendo esclusivamente in Giappone il 9 febbraio 1996. Le meccaniche di gioco di Bahamut Lagoon sono un misto tra Final Fantasy Tactics, Fire Emblem e Front Mission.
Il gioco è stato reso poi disponibile su Virtual Console per Wii il 29 settembre 2009 e per Nintendo 3DS il 5 febbraio 2014.

## Trama
La storia ha luogo nel mondo di Orelus, la cui principale caratteristica è la presenza di veri e propri "continenti volanti". Il gioco inizia con un prologo, in cui viene mostrato un mondo devastato da una precedente guerra scatenata dall'imperatore Sauzer, al termine della quale fu in grado di sottomettere il regno di Khana. Sauzer, notando le qualità sorprendenti della principessa YoYo, la cattura e la rende la sua schiava preferita. Il prologo finisce con la guerra giunta ormai al termine, e un gruppo di ribelli, la Resistenza, pronti a minare il dominio del maligno Sauzer. Capo della Resistenza è Byuu, ex cavaliere del regno di Khana, assieme a Matelite, comandante della legione imperiale, e Sendak, mago e cortigiano di corte.
Con loro vi sono anche numerosi altri compagni, ognuno proveniente dai regni delle Lagune, conquistati da Sauzer, tutti fidati e pronti a combatterlo. Con l'aiuto dal capitano della Fahreneit, una macchina volante facente parte della squadra di Cavalieri Drago dell'impero di Khana, cercheranno in tutti i modi di contrastare il tiranno. Un'eventuale sconfitta totale della resistenza determinerà, purtroppo, la caduta di Ozerus nelle mani di Sauzer.
Nelle battaglie successive, Byuu e i suoi compagni cercheranno in tutti i modi di recuperare la principessa YoYo, considerandolo un importante passo intermedio verso la vittoria finale. Purtroppo la principessa YoYo, a causa della lunga prigionia ha mutato drasticamente il suo carattere. All'inizio era follemente innamorata di Byuu, ma ora, probabilmente causa la dura prigionia, si è innamorata di Satha Palpaleos, generale al comando di Sauzer.
La principessa YoYo possiede l'abilità di poter comunicare mentalmente con i draghi e, di fatto, con il più possente di tutti, Bahamut, difensore dell'impero di Ozerus, ma ora non si risveglia più al richiamo di YoYo, e non se ne conosce il motivo. La Resistenza, conscia di ciò, decide di andare a cercarlo per allearsi con il Drago.
Nel frattempo la resistenza conquista lagune su lagune, mettendo in grave pericolo la stabilità dell'impero. Sauzer, infuriato, affida al comandante capo dei suoi quattro generali, Gudolf, il compito di eliminare definitivamente La Resistenza.
YoYo e Sauzer giungono finalmente davanti a Bahamut, ma entrambi cadono in preda ad una febbre profonda, causata dal drago che li reputa "esseri deboli". La contemporanea presenza di YoYo e Sauzer e del Drago causa l'apertura di un portale verso la dimensione di Altair, dalla quale fuoriescono creature demoniache dalle forme numerose.
Frattanto Palpaleos, il generale di Sauzer, che nel frattempo si è ammalato, è alle prese con l'amministrazione del regno del quale cerca di risolvere i problemi. Ma l'incontro con la sua amata YoYo gli farà comprendere i motivi di questa insensata guerra, così, e non solo per amore, passa con la Resistenza.
Palpaleos, a capo della Resistenza di Orelus, assieme a Byuu tenterà un attacco al palazzo imperiale, fallendo. Riescono però a catturare l'imperatore Sauzer, ancora malato e tremendamente debole, che cercano di curare. Passano i giorni, e dopo una tremenda agonia, Sauzer confida a Palpaleos e Byuu di avere commesso un grande errore: un patto con i demoni del portale Altair. Sauzer muore di malattia e Palpaleos, il suo unico amico, in suo onore decide di lanciare il suo corpo morto nei cieli di Ozerus che tanto desiderava conquistare.
Gudolf, primo generale di Sauzer, eredita ingiustamente il trono ed inizia a comandare con il pugno di ferro l'impero di Khana. Dopo una lunga battaglia, La Resistenza di Ozerus penetra nel castello imperiale ed uccidono Gudolf e quattro demoni evocati da Sauzer. Purtroppo, il portale Altair è ancora aperto e Bahamut, notando un grande pericolo, porta con sé tutti i protagonisti sulla macchina volante, il Fahrneit, aiutandola ad attraversare il portale, e trovandosi faccia a faccia contro il loro vero nemico: Alexander, il drago dalle tre teste, il più potente di tutti e boss finale del gioco.
Sconfitto Alexander, dopo un'estenuante ed epica battaglia, la pace su Ozerus è finalmente una realtà, e Byuu lascia i suoi compagni per divenire, assieme al drago Bahamut, l'autentico protettore di tutta Ozerus.

## Personaggi
In Bahamut Lagoon, i personaggi sono divisi in classi specifiche.

### Protagonisti

#### Cavaliere Croce
Byuu (ビュウ?)
Capitano dello Squadrone Cavalieri Drago di Kahna, Byuu è il protagonista silenzioso che ci introdurrà con le sue gesta nel mondo della Bahamut Lagoon. Amico d'infanzia della principessa YoYo, con il tempo ha imparato ad avere stretti rapporti d'amicizia con i draghi buoni. Anche se Matelite lo svaluta, il generale delle guardie reali riesce sempre a dare il meglio di se.

#### Evocatori (Dragnar)
YoYo (ヨヨ?)
Prima principessa, poi regina del regno di Kahna. Possiede l'abilità di comunicare con i Draghi Sacri. Rapita da Sauzer, anni dopo il rapimento verrà liberata dalla Resistenza, che, grazie al suo aiuto, riuscirà a trovare i Draghi Leggendari. Per lungo tempo è caduta in un sonno profondo e, una volta risvegliatasi, si accorge di essere una donna, e che nel frattempo il suo mondo è andato in rovina. Molti dei personaggi sono sempre in suo costante aiuto. A seguito del contatto con i draghi sacri, YoYo diventerà una Dragnar, una Sacerdotessa Evoca Draghi.
Sendak (センダック?, Sendakku)
Un mago Anziano, consigliere della Resistenza. Pur venendo promosso capitano da Matelite, è quasi del tutto incapace prendere delle decisioni, così delega a Byuu. È in grado di evocare i Draghi sacri, raddoppiandone l'effetto se si trova insieme a YoYo. È probabile che si omosessuale, in quanto trova attraente Byuu.

#### Guardia reale
Matelite (マテライト?, Materaito)
Veterano di mezza età, ha servito con dovizia per anni la corte reale di Kahna ; è segretamente e profondamente innamorato di YoYo. A causa di questo suo sentimento, sente Byuu come un rivale. Assieme a Byuu condivide sia il comando della Resistenza che le pianificazioni degli assalti.

#### Cavalieri
Rush (ラッシュ?, Rasshu)
Giovane ed inesperto cavaliere. Assieme a Truce e Bikkebakke, fu raccolto dalla strada ed addestrato per diventare cavaliere. Carattere molto ribelle, spesso gli crea problemi con i suoi superiori. È segretamente innamorato di YoYo.
Truce (トゥルース?, Turūsu)
A differenza dei suoi amici, Truce cerca sempre di ragionare prima di agire, un carattere serio e pensieroso; non agisce mai senza riflettere prima due volte.
Bikkebakke (ビッケバッケ?, Bikkebakke)
Ammira Byuu con grande determinazione. Ritiene che per diventare ricco, sia sufficiente l'attività di compravendita di funghi, sperando di ricavare abbastanza denaro per poter comprare una casa con cui vivere assieme ai suoi amici.

#### Cavalieri Pesanti
Taicho (タイチョー?, Taichō)
Generale del regno di Mahal, entrato in conflitto con l'impero di Grambelos. Promosso da Matelite come sotto-generale, Taicho ha il dovere di spiegare in parole semplici ai sottoposti gli ordini più complessi.  Ancora non riesce a perdonarsi la perdita della moglie, Celine.
Gunso (グンソー?, Gunsō)
Cavaliere Pesante sempre in compagnia di Taicho e Barclay.
Barclay (バルクレイ?, Barukurai)

#### Cavalieri Leggeri
Mist (ミスト?, Misuto)
È sempre certa che tutti gli uomini nel Fahrneit abbiano una cotta per lei. Quando non è in battaglia, non fa altro che dormire, pensando di poter rimanere sempre bella. Caduto il regno di Kahna, viene ferita gravemente, ma con il tempo guarì ed ora fa parte della Resistenza.
Lukia (ルキア?, Rukia)
Sempre calma e tranquilla durante i combattimenti, sembra che in passato abbia avuto una relazione amorosa con Donfan, ma finita male.
Jeanne (ジャンヌ?, Jannu)
Jeanne venne trovata tra le rovine di Kahna, nascosta tra le macerie per sfuggire dal nemico. Da allora fa parte della resistenza; sembra che anche lei abbia avuto in passato una relazione con Donfan.

#### Maghe
Ectarina (エカテリーナ?, Ekaterīna)
Una maghetta molto timida sempre litigiosa con il capitano del Fahrneit.
Anastasia (アナスタシア?, Anasutashia)
Inizialmente Anastasia avrebbe voluto essere una Cavaliera Pesante, pensando fosse una classe per lei più appropriata. Con i Cavalieri Pesanti litiga molto spesso.
Melodia (メロディア?, Merodia)
La maghetta più giovane: è in grado di comprendere la lingua dei mini-demoni, favorendo così i contatti tra demoni e umani.
Nelbo (ネルボ?, Nerubo)
Una maga del regno di Campbell. Si è messa al servizio per ordine della regina. È un'amica intima di Joy.

#### Curatrici
Frederica (フレデリカ?, Furederika)
Molto magra, Frederica soffre di diversi disturbi per cui è costretta a prendere medicine e rimanere a letto. Sogna di aprire una farmacia per aiutare i bisognosi.
Diana (ディアナ?)
È una grande pettegola, amica di Ectarina con la quale spesso spettegola degli affari degli altri.
Zora (ゾラ?)
Madre di Zora ; è sempre stata fedele alla regina di Kahna. Il suo amore verso gli altri è enorme, riuscendo persino a zittire il severo Matelite.
Joy (ジョイ?, Joi)
Curatrice del regno di Campbell, viene chiamata al servizio della regina. È un'amica intima di Nelbo.

#### Lancieri
Frenze (フルンゼ?, Furunze)
Era amico di Reeve, prima di cadere in depressione. Passa la maggior parte del tempo a letto, immerso nei propri pensieri.
Reeve (レーヴェ?, Rēve)
Era amico di Frenze, prima che cadesse in depressione: Reeve è molto infelice per Frenze, indeciso sul se rimanere un lanciere oppure cambiare.
Figlio di Zora (ゾラのむすこ?, Zora no Musuko)
Il suo nome è Orelus, come il regno. Ha cercato in tutti i modi di diventare parte della squadra drago di Campbell, fallendo miseramente.
Donfan (ドンファン?)
Donfan si vanta di essere il donnaiolo per eccellenza, con le sue poesie melodrammatiche e canzoni stonate; peccato però che ogni donna da lui incontrata non gradisca per nulla !

#### Assassini
Sajin (サジン?)
Viene trovato a Dafira, chiede di unirsi alla Resistenza; misterioso e silenzioso, il suo arruolamento è solo un pretesto per eliminare la principessa YoYo o Matelite oppure, eventualmente, un membro pericoloso del gruppo della Resistenza. YoYo e Matelite lo corromperanno, salvandosi la vita, ma cercherà in qualche modo di uccidere qualcuno di alto livello.
Zeroshin (ゼロシン?)
Compagno di Sajin. Benché sempre assieme, tra i due vi sono rapporti esclusivamente per questioni lavorative. Zeroshin non è in grado di avere nuove amicizie a causa del suo carattere; gli unici contatti li ha con la madre, a cui scrive sempre delle lettere.

#### Diavoletti
Manyo (マニョ?)
Ripete sempre il suo nome ("Manyo! Manyo!"), tradotti in parentesi. Adora danzare.
Monyo (モニョ?)
Ripete sempre il suo nome ("Monyo! Monyo!"), tradotti in parentesi. Adora danzare.
Munyo (ムニョ?)
Ripete sempre il suo nome("Munyo!Munyo!"), tradotti in parentesi. Adora danzare.
Wagahai (ワガハイ?)
A differenza degli altri demonietti, parla la lingua umana. Sembra sia il capo dei diavoletti, anche perché la sua colorazione è differente. Viene arruolato nella GodLand.

### Impero Granbelos
Sauzer (サウザー?, Sauzā)
L'imperatore di Granbelos, conquistatore di quasi tutto il mondo conosciuto. La sua ambizione di potere però è troppo grande per le sue possibilità: è sempre alla ricerca di un "portale per definire una nuova era". Per metter frutto ai suoi scopi, prima rapisce la principessa YoYo, poi, a causa della sua mancata collaborazione, chiede aiuto ai demoni al fine di ricevere il potere della comunicazione con i Draghi. Ma ottenuto questo potere, ogni giorno che passa lo rende più debole. Morirà di malattia, e il suo corpo verrà lanciato da Palpaleos dei cieli di Ozerus.
Palpaleos (パルパレオス?, Parupareosu)
Cavaliere della Croce come Byuu, Palpaleos è il miglior amico e braccio destro di Sauzer. Si innamora di YoYo, quando lei è prigioniera di Sauzer. In seguito Sauzer, prima di morire, chiede a Palpaleos di entrare a far parte della Resistenza. A causa della guerra, i cittadini di Grambelos lo riterranno causa della guerra e lo uccideranno.
Gudolf (グドルフ?, Gudorufu)
Il più ambizioso tra i generali, Gudolf si autoproclamerà imperatore dopo la caduta in malattia di Sauzer. La Resistenza si confronterà con lui molte volte verso la fine del gioco e, nel capitolo 23, lo uccideranno.
Irvine (アーバイン?, Ābain)
Un generale dell'impero di Granbelos, equipaggiato con la leggendaria spada Excalibur. Lo si combatterà solo verso la fine del gioco. Dopo Gudolf, è il generale più forte di Sauzer.
Barbarella (バーバレラ?, Bābarera)
Equipaggiata con una frusta, è l'unico generale donna dell'impero Granbelos. L'unico a non proferire mai parola per tutto il tempo del gioco. La resistenza combatterà contro di lei numerose battaglie, e quella decisiva sarà a bordo dell'Aereonave Imperiale, nel capitolo 20.
Lestat (レスタット?, Resutato)
Generale di Sauzer; uccise la moglie di Taicho. Verrà sconfitto una prima volta durante la liberazione di Mandal, e definitivamente nel capitolo 19. Originale la sua risata.
Radia (ラディア?)
Benché sia una ragazza dal corpo stupendo, in realtà è una maga non-morta, in grado di evocare zombie a volontà. Sarà sconfitta nel capitolo 13 dalla Resistenza.
Persona (ペルソナ?, Perusona)
Un generale di Sauzer decisamente strambo, con l'hobby della pulizia estrema. Sarà sconfitto nel capitolo 12.
Zomberd (ゾンベルド?, Zonberudo)
Generale possente, usa come arma una mazza acuminata alle estremità, molto grande e pesante. Combatterà spesso contro la Resistenza all'inizio del gioco, poi perirà nel capitolo 19.

### Dragoni
Salamander/Salamando (サラマンダー?, Saramandā)
Drago con il potere delle fiamme. La sua forma Sacra è la Fenice, l'Oscura è Ennex. Nella forma Fenice e Master, ha HP infiniti. Lo si ottiene nel prologo.
Ice-Dragon/Icedrake (アイスドラゴン?, Aisu Doragon)
Drago con il potere del fuoco. Saint Weapon è la sua forma Sacra, Black Buster quella Oscura. Lo si ottiene nel prologo.
Molten (モルテン?, Moruten)
Drago con il potere della santità. Raiden è la sua forma Sacra, Helmoot quella Oscura. Lo si ottiene nel prologo.
Thunderhawk/Thunderh (サンダーホーク?, Sandāhōku)
Drago con il potere del tuono. Chimera è la sua forma Sacra, Black Chimera la sua forma Oscura. Lo si ottiene nel capitolo 1.
Twinhead (ツインヘッド?, Tsuinheddo)
In grado, fin dall'inizio di manipolare Ghiaccio e Fuoco. Last Gigantes è la sua forma Sacra, Belzebù la sua forma Oscura. Si ottiene nel capitolo 2.
Muni-Muni (ムニムニ?)
Non ha affinità. Odin è la sua forma Sacra, Dark Dragoon quella oscura. Si ottiene nel capitolo 7.
Puppy (パピー?, Papī)
Puppy avrà l'aspetto e le affinità dei draghi che il giocatore ha scelto di accoppiare. Hexus è la sua forma Sacra, Idoun la sua forma Oscura. Lo si otterrà nel capitolo venti.
Uni-Uni (うにうに?)
Forma comune di tutti i draghi. Lo si ottiene con una fedeltà del drago al 100%. Se calerà anche di un solo punto percentuale, Black Dragoon sarà la nuova forma.
Unknown (正体不明?)
Forma comune a tutti i draghi. Lo si ottiene dando in pasto al drago il "???" della Principessa Yo-Yo. Una volta che se ne è mangiati, il drago scelto diventera' un Behemot.

### Draghi Sacri
Alexander (アレキサンダー?, Arekisandā)
Bahamūt (バハムート?, Bahamūto)
Hyperion (ヒューベリオン?, Hyūperion)
Jormungand (ユルムンガルド?, Yurumungarudo)
Garuḍa (ガルーダ?, Garūda)
Leviathan (リヴァイアサン?, Rivaiasan)
Valitora (ヴァリトラ?, Varitora)

## Modalità di gioco
Bahamut Lagoon mescola meccaniche JRPG con la tattica. Ogni personaggio dispone di HP, MP, SP, punti abilità per i personaggi combattenti, EXP, equipaggiamento, classe e statistiche. Anche le abilità seguono le regole degli JRPG classici, consumando MP variabili da tecnica a tecnica. Quando non si combatte, è possibile girovagare per i luoghi in cui si svolgerà la trama, andando in negozi, parlando con la gente ed ottenendo, se perspicaci, oggetti segreti. A differenza della saga Final Fantasy, in Bahamut Lagoon non v'è una mappa del mondo.

## Sviluppo
Lo staff di sviluppo del gioco comprendeva molti membri chiave della serie di videogiochi Final Fantasy, tra cui il creatore di Final Fantasy Hironobu Sakaguchi come supervisore, Kazushige Nojima come regista e Motomu Toriyama come organizzatore di eventi della storia. In un'intervista, Motomu Toriyama ha dichiarato che quando è stato assunto per la prima volta da SquareSoft per lavorare ad un nuovo capitolo di Bahamut Lagoon. Il titolo è stato infine cancellato.

## Accoglienza
| Testata | Versione | Giudizio |
| ------- | -------- | -------- |
| Famitsū | SNES     | 29/40    |

All'uscita, quattro recensori di Famitsū hanno assegnato al gioco un punteggio di 29/40.
In una recensione retrò, Hardcore Gaming 101 ha elogiato molto il gioco, definendolo una parte del "rinascimento" di Square a metà degli anni '90, con personaggi affascinanti, una trama coerente e dettagli grafici che sono "una vera delizia". Nintendo Life ha anche definito il gioco un "tesoro perduto" e si è lamentato del fatto che non ci sia mai stata una localizzazione ufficiale in lingua inglese. Siliconera ha notato che anni dopo per il gioco è stata fatta una traduzione non ufficiale dei fan in inglese. 1UP.com ha definito il gioco uno dei primi sei titoli "da giocare" da importare, citando la sua storia ricca di sfumature, la grafica lussureggiante e l'ampia quantità di gioco.
Bahamut Lagoon ha venduto 474 680 copie in Giappone nel 1996, rendendolo così il diciassettesimo titolo più venduto di quell'anno.
Retrospettivamente, la rivista Famitsū ha classificato YoYo come la diciottesima eroina più famosa dei videogiochi degli anni '90.